# Gustavo Henrique
Gustavo Henrique Vernes (São Paulo, 24 de marzo de 1993) es un futbolista brasileño. Juega de defensa y su equipo es el S. C. Corinthians del Campeonato Brasileño de Serie A.

## Trayectoria
Henrique jugó el partido ante el Flamengo el 17 de junio de 2012, donde tuvo una buena actuación. El encuentro finalizó en una derrota por marcador 1:0. El 24 de julio del siguiente año, anotó un gol en la victoria por 2:0 contra el Catalano, en un partido por la Copa de Brasil. En febrero de 2014 sufrió una lesión en la rodilla que lo dejó fuera de las canchas por seis meses.
En agosto de 2022 fue cedido al Fenerbahçe S. K. Disputó 23 partidos y ayudó al equipo a ganar la Copa de Turquía. Posteriormente fue adquirido en propiedad, aunque en agosto de 2023 lo traspasaron, por una cantidad no revelada, al Real Valladolid C. F. para competir en la Segunda División de España. Firmó un contrato hasta el 30 de junio de 2026, pero tras cinco meses regresó a Brasil después de fichar por el S. C. Corinthians sin coste alguno y manteniendo el conjunto pucelano el 30% de sus derechos.

## Clubes
Actualizado a 15 de enero de 2024.
| Club                      | País          | Año           | Partidos | Goles |
| ------------------------- | ------------- | ------------- | -------- | ----- |
| Santos F. C.              | Brasil        | 2011-2019     | 215      | 13    |
| C. R. Flamengo            | Brasil        | 2020-2023     | 87       | 8     |
| Fenerbahçe S. K. (cedido) | Turquía       | 2022-2023     | 23       | 3     |
| Fenerbahçe S. K.          | Turquía       | 2023          | 0        | 0     |
| Real Valladolid C. F.     | España        | 2023-2024     | 13       | 1     |
| S. C. Corinthians         | Brasil        | 2024-act.     | 35       | 2     |
| Total carrera             | Total carrera | Total carrera | 373      | 27    |

## Palmarés

### Títulos regionales
| Título              | Club              | Estado         | Año  |
| ------------------- | ----------------- | -------------- | ---- |
| Campeonato Paulista | Santos F. C.      | São Paulo      | 2015 |
| Campeonato Paulista | Santos F. C.      | São Paulo      | 2016 |
| Campeonato Carioca  | C. R. Flamengo    | Río de Janeiro | 2020 |
| Campeonato Paulista | S. C. Corinthians | São Paulo      | 2025 |

### Títulos nacionales
| Título              | Club             | País    | Año  |
| ------------------- | ---------------- | ------- | ---- |
| Supercopa de Brasil | C. R. Flamengo   | Brasil  | 2020 |
| Serie A             | C. R. Flamengo   | Brasil  | 2020 |
| Supercopa de Brasil | C. R. Flamengo   | Brasil  | 2021 |
| Copa de Turquía     | Fenerbahçe S. K. | Turquía | 2023 |

### Títulos internacionales
(*) Incluyendo la selección.
| Título                             | Club (*)        | País             | Año  |
| ---------------------------------- | --------------- | ---------------- | ---- |
| Bronce en los Juegos Panamericanos | Brasil (sub-22) | Canadá           | 2015 |
| Recopa Sudamericana                | C. R. Flamengo  | Ecuador · Brasil | 2020 |
| Copa Libertadores de América       | C. R. Flamengo  | Ecuador          | 2022 |

### Distinciones individuales
| Distinción                                           | Año  |
| ---------------------------------------------------- | ---- |
| Incluido en el equipo ideal del Campeonato Paulista. | 2016 |